# (579513) 2014 SE357
(579513) 2014 SE357 è un asteroide della fascia principale. Scoperto nel 2010, presenta un'orbita caratterizzata da un semiasse maggiore pari a 2,5428405 au e da un'eccentricità di 0,1625107, inclinata di 5,08990° rispetto all'eclittica.
L'asteroide era stato inizialmente battezzato 579513 Saselemér, in onore del divulgatore scientifico ungherese Elemér Sas, ma la denominazione è stata successivamente abrogata.